# Pretty Girls Make Graves
Pretty Girls Make Graves fue una banda de indie rock formada en Seattle en el año 2001.
La pareja formada por Andrea Zollo (vocal) y Derek Fudesco (bajo), habían tocado antes juntos en bandas de Punk como The Hookers, Death Wish kids o Area 51 junto a Dann Gallucci, con quien Derek Fudesco formó en 1996 la banda de Rock n'Roll The Murder City Devils.
Poco antes de que los The Murder City Devils se separaran en octubre de 2001, Derek y Andrea ya habían formado Pretty Girls Make Graves con Jay Clark (guitarra), Nathan Thelen (guitarra) y Nick Dewitt (batería). Este último tocó el teclado en Murder City Devils durante la gira final de la banda, sustituyendo Leslie Hardy.
Pitchfork Media anunció que la banda se separaba el 29 de enero de 2007. Su último concierto fue el 9 de junio de 2007 en Seattle.
El guitarrista Nathan Thelen dejó la banda en marzo de 2004 a causa de problemas familiares, después de publicar The new romance y más tarde Leona Marrs (exmiembro de Hint Hint) se unió a ellos tocando varios instrumentos y grabaría el último LP de la banda: Élan Vital.

## Miembros
- Andrea Zollo - Voces
- Derek Fudesco - Bajo, voces
- J Clark - Guitarra, voces
- Nick DeWitt - Batería, voces
- Leona Marrs (2004-2006) - Teclados, acordeón, voces
- Nathan Thelen (2001-2004)- Guitarra, voces

## Discografía

### Álbumes
- Good Health (2002)
- The New Romance (2003)
- Élan Vital (2006)

### Sencillos y EP
- Pretty Girls Make Graves (2001)
- More sweet soul (2002)
- Sad Girls Por Vida (2002)
- By The Throat (2002)
- Speakers push the air (2002)
- This Is Our Emergency (2002)
- All Medicated Geniuses (2003)

- Datos: Q494234
- Multimedia: Pretty Girls Make Graves / Q494234